# Simona
Simona  è un nome proprio di persona italiano femminile.

## Varianti
- Femminili: Simeona
  - Alterati: Simonetta[2][3][4], Simonina[4], Simonella[4]
  - Ipocoristici: Simo, Mona[1]
- Maschili: Simone[1][2][3][4]

### Varianti in altre lingue
- Bulgaro: Симона (Simona)[2]
- Ceco: Šimona[2], Simona[2]
  - Ipocoristici: Sima, Simča
- Francese: Simone[2]
- Inglese: Simone[2], Cymone[2]
  - Alterati: Simonette[2]
- Latino: Simona[1]
- Lituano: Simona
- Macedone: Симона (Simona)[2]
- Norvegese: Simona
- Polacco: Szymona
- Rumeno: Simona[2]
- Slovacco: Simona[2]
- Sloveno: Simona[2]
- Spagnolo medievale: Ximena
- Tedesco: Simone

## Origine e diffusione
È la versione femminile di Simone, nome biblico derivante dall'ebraico שִׁמְעוֹן (Shim'on), che significa "Egli ha ascoltato" o "colui che ascolta".
In Italia Simona è stato particolarmente in voga negli anni settanta e ottanta, ponendosi costantemente fra i primi venti nomi più attribuiti alle bambine dal 1969 fino al 1986, raggiungendo il quinto posto in graduatoria nel 1974. Inoltre nel 1971 ha raggiunto il secondo posto fra i nomi femminili più attribuiti a Roma, alle spalle di Barbara. Tra le numerose varianti quella più diffusa è "Simonetta".

## Onomastico
Non esistono sante con questo nome, che quindi è adespota. L'onomastico si può festeggiare lo stesso giorno della forma maschile, cioè generalmente il 28 ottobre, in ricordo di san Simone apostolo.

## Persone
- Simona Amânar, ginnasta rumena

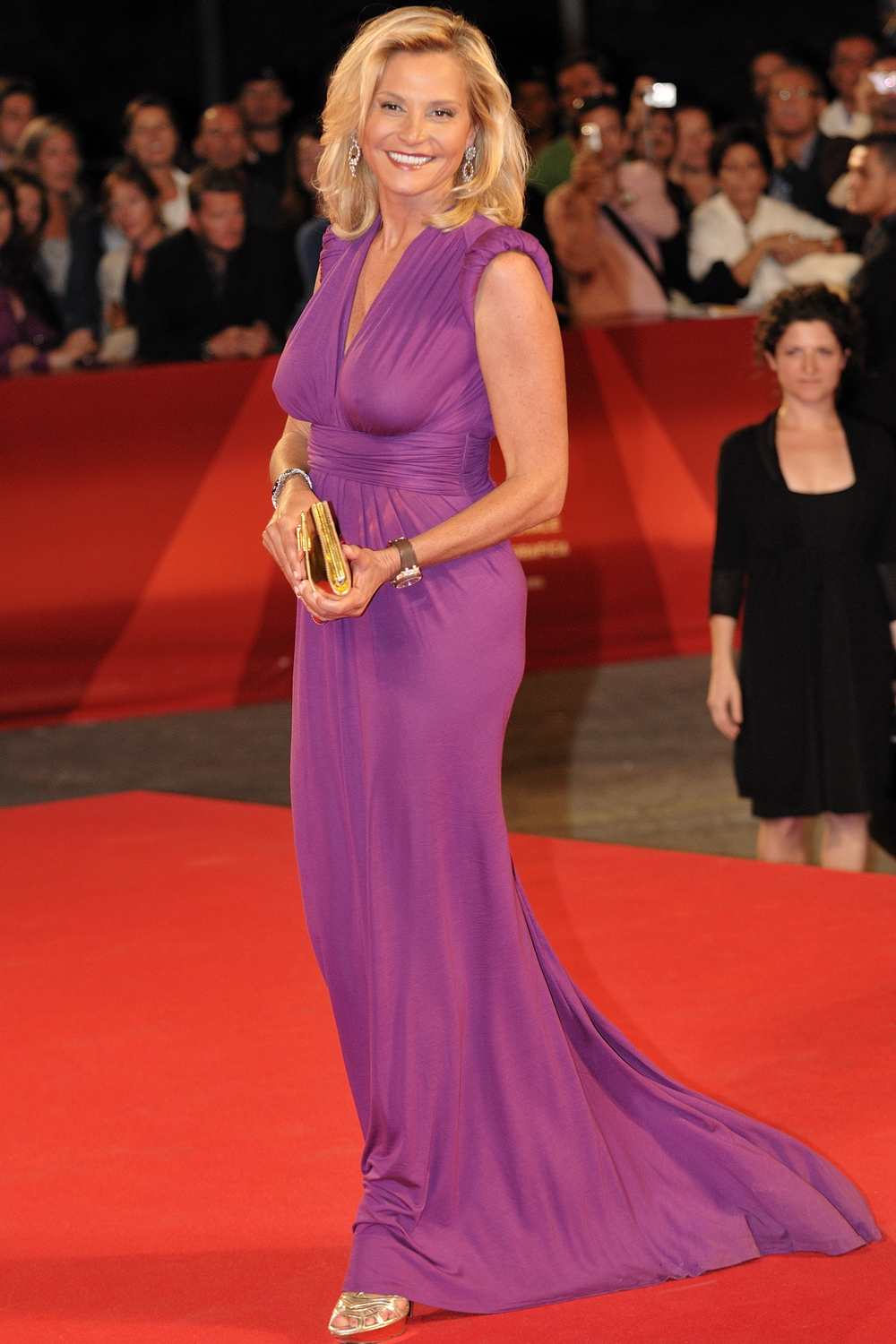
Simona Ventura

- Simona Atzori, ballerina e pittrice italiana
- Simona Cavallari, attrice italiana
- Simona de Silvestro, pilota automobilistica svizzera
- Simona Gherman, schermitrice rumena
- Simona Gioli, pallavolista italiana
- Simona Halep, tennista rumena
- Simona Izzo, doppiatrice, attrice e regista italiana
- Simona La Mantia, atleta italiana
- Simona Ventura, conduttrice televisiva, showgirl e attrice italiana
- Simona Vinci, scrittrice italiana

### Variante Simone

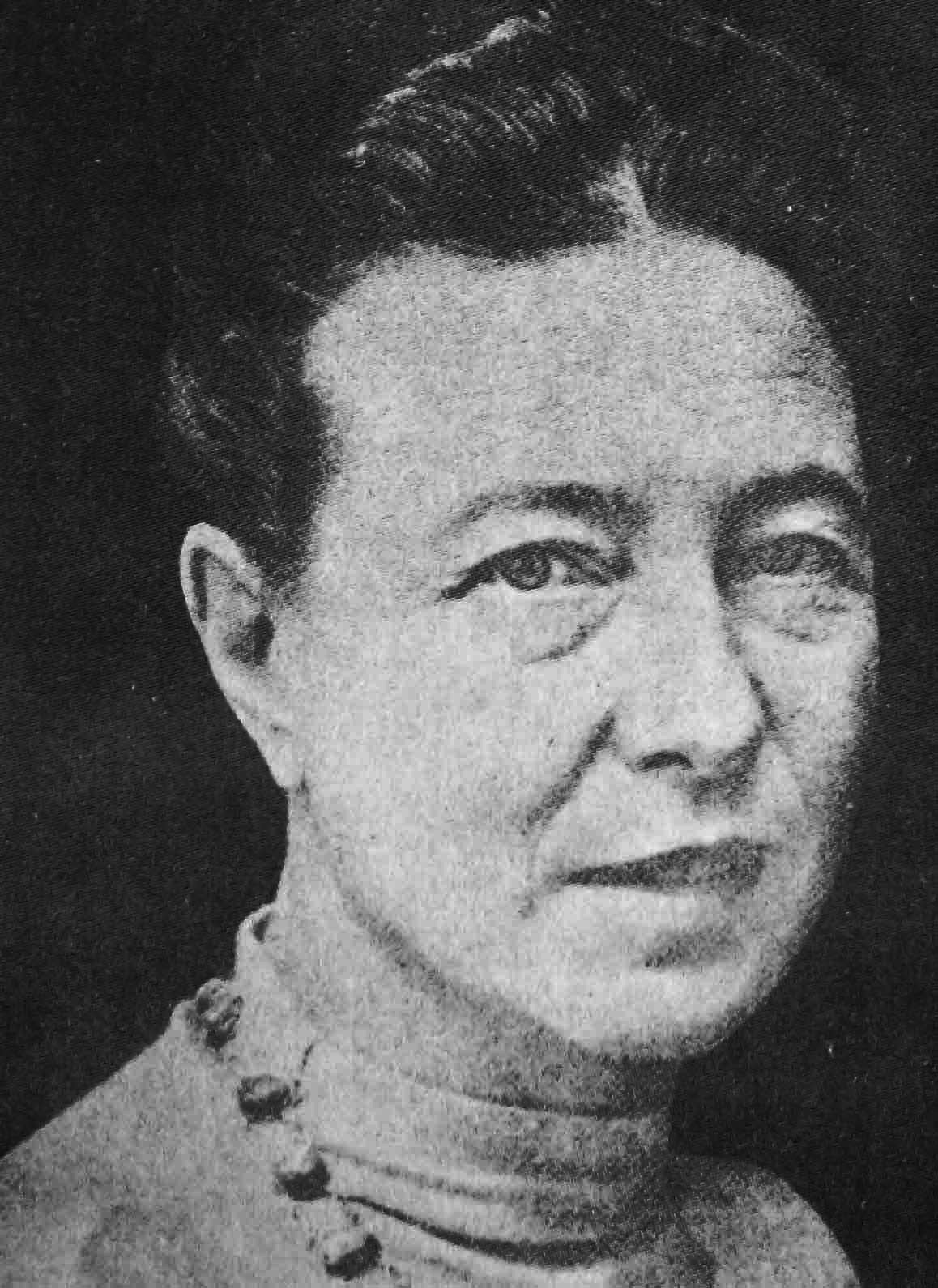
Simone de Beauvoir

- Simone de Beauvoir, scrittrice e filosofa francese
- Simone Simons, cantautrice olandese
- Simone Signoret, attrice francese
- Simone Thomalla, attrice tedesca
- Simone Veil, politica francese
- Simone Weil, filosofa, mistica e scrittrice francese
- Simone Young, direttrice d'orchestra australiana

### Variante Simonetta

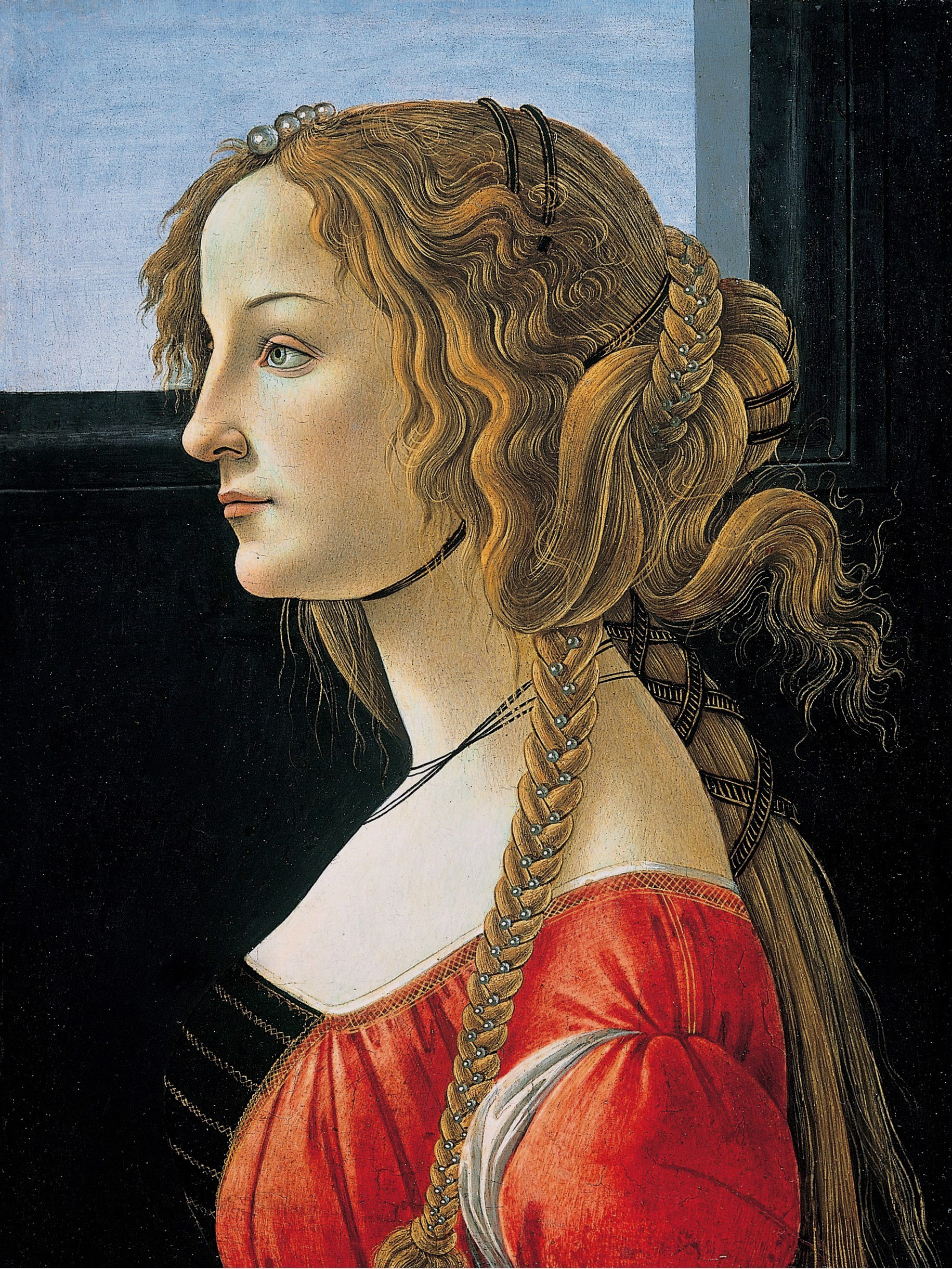
Simonetta Vespucci ritratta da Botticelli

- Simonetta Agnello Hornby, scrittrice italiana naturalizzata britannica
- Simonetta Cesaroni, vittima nel 1990 di caso di cronaca irrisolto
- Simonetta da Collevecchio, madre del Duca Alessandro de' Medici
- Simonetta Ferrero, vittima nel 1971 di un caso di cronaca irrisolto
- Simonetta Di Pippo, astrofisica italiana
- Simonetta Lamberti, bambina uccisa nel 1982 da un killer della camorra
- Simonetta Martone, giornalista e conduttrice televisiva italiana
- Simonetta Stefanelli, attrice italiana
- Simonetta Vespucci, nobildonna italiana, considerata dai suoi contemporanei la più bella donna vivente

## Il nome nelle arti
- Simona è la protagonista della settima novella della quarta giornata del Decameron di Giovanni Boccaccio.
- Simona è il titolo di una canzone dei New Trolls.
- Simona è la protagonista della canzone 1973 di James Blunt.
- Simona è il titolo di un film del 1974 interpretato da Laura Antonelli.